# Myurellopsis parkinsoni
Myurellopsis parkinsoni é uma espécie de gastrópode do gênero Myurellopsis, pertencente a família Terebridae.

## Descrição
O comprimento da concha varia entre 25 mm a 52 mm.

## Distribuição
Esta espécie ocorre no Mar Vermelho, no Oceano Índico, ao largo da África Oriental e da Bacia do Mascarenhas, no Oceano Pacífico perto de Fiji e Filipinas.